# ヤー坊
ヤー坊（ヤーぼう）は、日本プロ野球・ヤクルトスワローズのかつてのマスコットキャラクターである。1979年頃に登場しており、日本のプロ野球で最古のマスコットキャラクターともいわれる。本項ではヤー坊とカップルのスーちゃんについても併せて説明する。

## 概要
ヤー坊とスーちゃんはツバメのキャラクターで、ヤー坊は野球帽を、スーちゃんはサンバイザーを被っている。ヤー坊とスーちゃんという名前は、ヤクルトの「ヤ」とスワローズの「ス」から命名された。

## 経歴
1979年頃に登場。2003年3月に、球団が浦添キャンプの記念として沖縄県浦添市に寄贈した。その後、浦添市の倉庫で保管されていたが、担当職員の異動等のため寄贈の経緯や正式な名前が不明になっていた。2014年2月に発見されて「なんちゃってつば九郎」として浦添警察署のイベントに参加。それをきっかけにその正体がヤー坊であることが判明した。2015年の浦添キャンプの際には、つば九郎との共演を果たしている。